# Jaromír Dulava
Jaromír Dulava (* 18. Dezember 1960 in Frýdek-Místek) ist ein tschechischer Schauspieler.

## Leben
Jaromír Dulava absolvierte nach seinem Schulabschluss ab 1979 seine Schauspielausbildung am Prager Konservatorium.
Seit 1980 hat er als Schauspieler bislang in mehr als 110 Film- und Fernsehproduktionen vor der Kamera mitgewirkt, dabei oftmals in einer Nebenrolle.
Sein Bühnendebüt als Darsteller hatte er im Jahr 1983 an einem Theater in Prag. Er stand in zahlreichen Theaterstücken auf der Bühne.

## Filmografie (Auswahl)
- 1990: Unser tschechisches Liedchen (Ta naše písnička česká II)
- 2001: Dark Blue World
- 2003: Das Krankenhaus am Rande der Stadt – 20 Jahre später (Nemocnice na kraji mesta po dvaceti letech, Fernsehserie, 2 Folgen)
- 2006: Ich habe den englischen König bedient (Obsluhoval jsem anglického krále)
- 2011: Saxana und die Reise ins Märchenland (Saxána a Lexikon kouzel)